# Llauro
Llauro är en kommun i departementet Pyrénées-Orientales i regionen Occitanien i södra Frankrike. Kommunen ligger i kantonen Thuir som tillhör arrondissementet Perpignan. År 2022 hade Llauro 314 invånare.

## Befolkningsutveckling
Antalet invånare i kommunen Llauro
| Referens: INSEE |